# Jayakwadi
Jayakwadi är en dammbyggnad i Indien.   Den ligger i distriktet Aurangabad och delstaten Maharashtra, i den centrala delen av landet, 1 000 km söder om huvudstaden New Delhi. Jayakwadi ligger 460 meter över havet. Den ligger vid sjön Nath Sagar.
Terrängen runt Jayakwadi är mycket platt. Runt Jayakwadi är det ganska tätbefolkat, med 214 invånare per kvadratkilometer. Närmaste större samhälle är Paithan, 2,0 km sydost om Jayakwadi. Trakten runt Jayakwadi består till största delen av jordbruksmark.